# Revolución de Arequipa de 1955
La revolución de Arequipa de 1955 fue un episodio importante que sucedió en las postrimerías de la dictadura de Manuel A. Odría, en Perú. Ocurrió los días 21, 22 y 23 de diciembre de 1955, en los cuales la ciudad de Arequipa libró una intensa lucha para recuperar la democracia en el Perú. En opinión de Javier de Belaúnde Ruiz de Somocurcio, los sucesos de diciembre de 1955 constituyen uno de los movimientos de mayor trascendencia política que tuvo Arequipa en el siglo XX. Al punto que, según él, cambió el rumbo de la política peruana y tuvo una enorme trascendencia para su vida democrática.

## Antecedentes
El 27 de octubre de 1948 el general Manuel A. Odría encabezó un golpe militar que terminó con el gobierno democrático de José Luis Bustamante y Rivero, finalizando así el intento de promover la industria nacional, pero con el que también feneció una etapa de libertad de tres años, durante los cuales el gobierno de Bustamante había luchado por la democracia en el Perú y quiso crear un nuevo orden con justicia social.
Odría estableció una Junta de Gobierno presidida por él mismo y que gobernó de 1948 a 1950, antes de hacer su “bajada al llano” para postular a la presidencia de la República. La oposición, reunida en una Liga Nacional Democrática, presentó a su vez la candidatura del general Ernesto Montagne.

### Huelga de estudiantes de 1950
En junio de 1950 estalló en Arequipa una huelga de estudiantes del Colegio de la Independencia, que se extendió a la Universidad y se amplió a la ciudad como consecuencia de la salvaje represión de las autoridades. El ejército se retiró. El ilustre arequipeño, Francisco Mostajo, representante de la Liga Nacional Democrática, encabezó el movimiento civil en Arequipa. Se levantaron barricadas en la ciudad. El día 14 de junio el ejército entró en Arequipa y la tomó calle por calle. Dos jóvenes arequipeños que iban a parlamentar, Carlos Bellido y Arturo Villegas, cayeron abaleados. El gobierno culpó a la Liga de la revuelta, y Montagne fue apresado disponiendo su destierro a Argentina que nunca se consumó al negarse Montagne a firmar la solicitud que le fue alcanzada para ello, como consta en la página 236 de sus "Memorias" (1962). Odría quedó así como único candidato y vencedor de las elecciones, que fueron una auténtica farsa.
Para 1955 el gobierno del general Odría se hallaba ya desgastado. En 1956 debían realizarse elecciones generales. No obstante, el recuerdo de la farsa electoral de 1950 y el carácter dictatorial del régimen, generaban muchas dudas sobre la autenticidad del proceso; había muestras de que se buscaba continuismo y eran conocidos los abusos del ministro de Gobierno, Alejandro Esparza Zañartu, el Rasputín del régimen.

## La rebelión

### La Coalición Nacional
Ante tal panorama la ciudadanía comenzó a reaccionar. La oposición empezó a organizarse en abril de 1955 cuando se lanzó en Arequipa un manifiesto titulado “Invocación a la Ciudadanía”, con planteamientos descentralistas y democráticos. Javier de Belaúnde, Héctor Cornejo Chávez, Juan Chávez Molina, Alberto Flórez Barrón, Mario Polar, Roberto Ramírez del Villar y Jaime Rey de Castro son los autores. Como Polar recuerda en Viejos y nuevos tiempos:

… éramos siete perfectos desconocidos para el país; pero creíamos que el claro planteamiento tendría algún eco.

Así ocurrió. Esta invocación, divulgada por La Prensa y  Caretas, fue como un campanazo que contribuyó a despertar la conciencia cívica adormecida por 8 años de dictadura. 
En Lima se agitó el ambiente. A mediados de 1955, redactores de La Prensa prepararon un documento, conciso y terminante, en el que demandaron al gobierno la derogatoria de la Ley de Seguridad Interior de la República, la reforma del estatuto de elecciones, y la amnistía política general. Se le conoce como la Declaración del 20 de julio y la firmaron personas de distinta orientación política, de la derecha hasta la izquierda; aparecían allí nombres como los de Pedro G. Beltrán (director de La Prensa), Luis Alayza, Ramón Aspíllaga, Manuel Mujica Gallo, Luis A. Flores, José Gálvez Barrenechea, Fernando Belaúnde Terry, Pedro Roselló, Luis Bedoya Reyes, Roberto Ramírez del Villar, Héctor Cornejo Chávez, Javier de Belaúnde.
La Declaración del 20 de julio sirvió como punto de partida para la movilización cívica. A partir de ella, un grupo de ciudadanos organizó la Coalición Nacional, nombre que evocaba a la alianza civilista-demócrata del año 1895, contra el gobierno de Andrés Avelino Cáceres. Sus fundadores fueron Manuel Mujica Gallo, Pedro Roselló, Alejandro Villalobos y Carlos Enrique Ferreyros Urmeneta. Después del lanzamiento en Lima, convocaron para el 21 de diciembre un acto en el Teatro Municipal de Arequipa. Pero, en la mañana de ese día, llegaron de Lima 200 matones enviados por el gobierno, quienes sumados a otros elementos locales, formaron un grupo de choque frente al Teatro Municipal. Estimulados por el alcohol y armados de cuchillos y palos, estos esbirros formaron cordones humanos y bloquearon la puerta del Teatro para impedir el ingreso. Destrozaron cartelones, cortaron la instalación eléctrica y destruyeron los micrófonos. Las autoridades y la policía simularon ignorarlo todo.

### Toma del teatro municipal de Arequipa
Ante ello, las fuerzas democráticas se dirigieron a tomar el Teatro. Reunida una gran masa, hablaron Mario Polar, Carlos Enrique Ferreyros y Javier de Belaúnde, reclamando libertad de reunión. Belaunde evocó a los héroes de la rebelión popular de 1950 y la tradición democrática de Arequipa. Se sucedió una violenta lucha cuerpo a cuerpo. Al segundo intento el Teatro fue tomado por el pueblo que entró cantando el Himno Nacional. El acto se inició y los asistentes vocearon: “libertad”, “libertad”. De pronto, ingresó la tropa de asalto arrojando bombas lacrimógenas.  La multitud enardecida se concentró en la Plaza de Armas. La policía embistió con gases y disparos. El pueblo protestó. Fueron heridos gravemente Óscar Balbuena Marroquín y Edgard Guzmán Pacheco, entre otros. Una vez más, Arequipa se irguió contra el abuso. La idea de convocar a una huelga general unió a todos.

### Paro Cívico
El 22 de diciembre empezó el paro en la ciudad. Se formó el Frente Único de Trabajadores y Estudiantes, con destacada actuación de Jorge Bolaños y Roger Cáceres Velásquez. La Coalición Nacional dirigió un enérgico cable a Odría, exigiendo la destitución de Esparza Zañartu. Arribaron a Arequipa dirigentes políticos de oposición. Renunció el prefecto, siendo reemplazado el comandante general de la Región Militar, Ricardo Pérez Godoy, quien tuvo una actitud conciliadora. Los dirigentes políticos y gremiales le expresaron con firmeza que sin la destitución de Esparza no habría solución posible.
La agitación creció los días 22 y 23. El 22 la plaza de Arequipa congregó una enorme concentración popular. Se levantaron barricadas en toda la ciudad. Sin embargo, Pérez Godoy tuvo el tino de retirar el ejército a los cuarteles para evitar que se repitieran los sucesos de 1950. Universitarios, chóferes, empleados y obreros organizaron una Guardia Urbana. La rebeldía de Arequipa se extendió a todo el Perú. Se multiplicaron pronunciamientos de agrupaciones políticas, instituciones sociales y personalidades. 
Finalmente, el 24 de diciembre la ciudadanía recibió alborozada la noticia de la renuncia de Esparza Zañartu. Todos se volcaron a las calles y se produjo la mayor manifestación que registra la historia de Arequipa. Sin las características trágicas de la rebelión de 1950, los sucesos de 1955 fueron un hecho político de la mayor importancia, pues la caída de Esparza abrió paso al retorno de la democracia con las elecciones libres de 1956, y se inició una nueva etapa en la vida del país, con espacio para nuevos partidos como Acción Popular, la Democracia Cristiana y el Social Progresismo.